# Họ Mía dò
Costaceae là danh pháp khoa học của một họ thực vật một lá mầm phân bố rộng khắp khu vực nhiệt đới. Họ này thuộc về bộ Gừng (Zingiberales), là bộ trong đó chứa cả một số loài cây quan trọng về mặt kinh tế và cây cảnh như chuối (Musaceae), hoa chim thiên đường (Strelitzia reginae), gừng, riềng (Zingiberaceae) v.v. Các loài trong họ này được tìm thấy trong khu vực có khí hậu nhiệt đới ở châu Á, châu Phi, Trung và Nam Mỹ. Trong tiếng Việt, họ này được gọi là họ Mía dò.

## Lịch sử phân loại
Costaceae sensu Tomlinson (1962) bao gồm 4 chi: Costus, Monocostus, Dimerocostus và Tapeinochilos. Theo định nghĩa này, chi Costus chứa phần lớn các loài và có sự đa dạng hình thái lớn nhất, có sự phân bố liên nhiệt đới với trung tâm đa dạng lớn nhất ở vùng nhiệt đới Tân thế giới (khoảng 40 loài); 25 loài sinh sống trong khu vực nhiệt đới châu Phi và khoảng 5 loài tại Đông Nam Á. Một chi tách biệt là Cadalvena cũng được công nhận khi Costoideae là một phần của họ Zingiberaceae, nhưng sau đó bị giáng cấp thành phân chi trong phạm vi chi Costus (Schumann, 1904). Các nghiên cứu đặc trưng hoa để gộp các loài thuộc Cadalvena hoặc là không phân biệt phân chi hoặc xử lý Costus và Cadalvena như là các phân chi trong phạm vi chi Costus. Maas (1972) đã miêu tả một vài loài mới từ Nam Mỹ mà ông xếp trong phân chi Cadalvena của chi Costus, nhưng không có thêm bất kỳ loài mới nào từ châu Phi được bổ sung vào Cadalvena kể từ thời Schumann (1904) và trên thực tế nhiều loài gộp trong xử lý của Schumann sau đó đều được coi là đồng nghĩa của loài Costus spectabilis.
Ngoài Cadalvena, Schumann (1904) còn công nhận 4 phân chi khác trong chi Costus là Eucostus (= Cotus phân chi Costus theo ICBN), Metacostus, Epicostus và Paracostus. Các phân chi này được duy trì bởi Loesener (1930). Trong xử lý của Maas về Costaceae tân nhiệt đới sự phân chia chính thức giữa 2 phân chi có các loài sinh sống tại Nam Mỹ (Costus, Cadalvena) được duy trì. Ngoài ra, phân chi Costus được chia thành 2 đoạn tách biệt: Costus đoạn Ornithophilus và Costus đoạn Costus. Các đoạn này dựa theo các đặc trưng của môi dưới (labellum) và phản ánh 2 hình dạng hoa khác biệt gắn với các kiểu thụ phấn. Các đơn vị đặt trong Costus đoạn Ornithophilus đều có môi dưới hình ống thích nghi với kiểu thụ phấn nhờ chim, trong khi các đơn vị trong Costus đoạn Costus đều có môi dưới rộng với phiến môi khác biệt phô ra, dường như là thích nghi với kiểu thụ phấn nhờ ong. Trong khi tất cả các loài Costus tân nhiệt đới có thể dễ dàng đặt vào một trong hai đoạn này dựa theo các đặc trưng hoa và cụm hoa thì các loài Costus châu Phi và châu Á lại không chia sẻ khác biệt này về hình dạng hoa. Sau Schumann (1904) và Loesener (1930), sự phân chia các loài Costus châu Phi và châu Á thành các phân chi khác biệt không được duy trì, ngoại trừ Costus spectabilis như là thuộc phân chi Cadalvena (Lock, 1985).
Ngược lại với chi lớn Costus phân bố liên nhiệt đới, các chi còn lại của họ Costaceae (Monocostus, Dimerocostus và Tapeinochilos) có sự phân bố hạn chế. Dimerocostus và Monocostus chỉ hạn chế trong khu vực tân nhiệt đới, với chi đầu phân bố từ Honduras ở phía bắc tới miền trung Bolivia ở phía nam và chi sau chỉ sinh sống trong khu vực Río Huallaga ở miền trung Peru. Chi Monocostus là chi duy nhất có hoa đơn độc mọc tại các nách lá thay vì có cụm hoa có cấu trúc cao bao gồm các lá bắc sắp xếp kiểu mọc vòng đối diện với các hoa đơn lẻ/thành đôi. Mặc dù khác biệt bề hình thái học thực vật tổng thể, nhưng Monocostus và Dimerocostus chia sẻ hình thái học hoa, ít nhất là trông rất giống như ở hoa của Cadalvena. Chi Tapeinochilos chỉ hạn chế trong khu vực cổ nhiệt đới với sự phân bố chủ yếu ở New Guinea và vài loài sinh sống trải rộng tới các đảo cận kề thuộc Indonesia và về phía nam tới Queensland, Australia. Mặc dù phần lớn trông rất giống như các loài thuộc Costus đoạn Ornithophilus về hình dạng hoa, nhưng hình thái học hoa và cụm hoa của Tapeinochilos là khác biệt với các nhóm còn lại của Costaceae.
Một vài loài Costus có sự phân bố nằm trong phạm vi phân bố của Tapeinochilos và các loài đó có hình dạng hoa giống như ở các loài Cadalvena, Monocostus và Dimerocostus. Các loài Costus châu Á này chia sẻ với Tapeinochilos xu hướng trải qua sự phân cành sinh dưỡng, và cả hai đều sở hữu các lá bắc cụm hoa dạng gỗ ngược lại với các lá bắc dạng cỏ hay dạng giấy của các loài châu Phi và tân nhiệt đới. Các lá bắc thường có màu đỏ, nhưng có thể là màu nâu sẫm hay đen. Mặc cho những điểm tương tự như vậy, nhưng không thấy có sự sáp nhập cụ thể hay chính thức nào giữa các loài châu Á của chi Costus với Tapeinochilos từng được đề xuất.
Các phân tích phát sinh chủng loài gần đây về họ Costaceae (Specht & et al., 2001; Specht, 2006) chỉ ra rằng Tapeinochilos, Monocostus và Dimerocostus là các dòng dõi đơn ngành, trong khi Costus là đa ngành và vì thế phải có sự sửa đổi phân loại học. Để dung giải vấn đề này, người ta đề xuất bổ sung 3 chi mới, tách ra từ Costus, là Paracostus, Cheilocostus và Chamaecostus. Phần còn lại của chi Costus là chi nhỏ hơn, với sự đa dạng hoa và địa lý bị hạn chế rất nhiều. Tapeinochilos, Monocostus và Dimerocostus vẫn được duy trì do khác biệt về hình thái mà nguyên thủy chúng được mô tả tương ứng với các hình thái học này.

## Các chi
Tùy theo cách phân loại mà họ này chứa từ 6-7 chi và khoảng 100-110 loài.
- Chamaecostus[9]: Khoảng 8 loài.
- Cheilocostus[9]: Khoảng 5 loài.
- Costus (bao gồm cả Cadalvena): Khoảng 80-90 loài.
- Dimerocostus: 3 loài
- Hellenia Retz. 1791 không Willd. 1797
- Monocostus: 1 loài
- Paracostus[9]: 2 loài.
- Tapeinochilos: 16 loài.

## Phát sinh chủng loài
Cây phát sinh chủng loài trong phạm vi bộ Gừng dưới đây lấy theo APG III.
|  | Strelitziaceae |
|  |                |
|  | Lowiaceae      |
|  |                |

|  | Cannaceae   |
|  |             |
|  | Marantaceae |
|  |             |

|  | Zingiberaceae |
|  |               |
|  | Costaceae     |
|  |               |

|  | Cannaceae   |
|  |             |
|  | Marantaceae |
|  |             |

|  | Zingiberaceae |
|  |               |
|  | Costaceae     |
|  |               |

|  | Strelitziaceae |
|  |                |
|  | Lowiaceae      |
|  |                |

|  | Cannaceae   |
|  |             |
|  | Marantaceae |
|  |             |

|  | Zingiberaceae |
|  |               |
|  | Costaceae     |
|  |               |

|  | Cannaceae   |
|  |             |
|  | Marantaceae |
|  |             |

|  | Zingiberaceae |
|  |               |
|  | Costaceae     |
|  |               |

Cây phát sinh chủng loài trong phạm vi họ Mía dò lấy theo Specht et al. (2006):
|  | Chamaecostus                                                |
|  |                                                             |
|  | \| \| Dimerocostus \| \| \| \| \| \| Monocostus \| \| \| \| |
|  |                                                             |
|  | Dimerocostus                                                |
|  |                                                             |
|  | Monocostus                                                  |
|  |                                                             |

|  | Dimerocostus |
|  |              |
|  | Monocostus   |
|  |              |

|  | Paracostus                                                     |
|  |                                                                |
|  | \| \| Cheilocostus \| \| \| \| \| \| Tapeinochilos \| \| \| \| |
|  |                                                                |
|  | Cheilocostus                                                   |
|  |                                                                |
|  | Tapeinochilos                                                  |
|  |                                                                |

|  | Cheilocostus  |
|  |               |
|  | Tapeinochilos |
|  |               |

|  | Paracostus                                                     |
|  |                                                                |
|  | \| \| Cheilocostus \| \| \| \| \| \| Tapeinochilos \| \| \| \| |
|  |                                                                |
|  | Cheilocostus                                                   |
|  |                                                                |
|  | Tapeinochilos                                                  |
|  |                                                                |

|  | Cheilocostus  |
|  |               |
|  | Tapeinochilos |
|  |               |

|  | Chamaecostus                                                |
|  |                                                             |
|  | \| \| Dimerocostus \| \| \| \| \| \| Monocostus \| \| \| \| |
|  |                                                             |
|  | Dimerocostus                                                |
|  |                                                             |
|  | Monocostus                                                  |
|  |                                                             |

|  | Dimerocostus |
|  |              |
|  | Monocostus   |
|  |              |

|  | Paracostus                                                     |
|  |                                                                |
|  | \| \| Cheilocostus \| \| \| \| \| \| Tapeinochilos \| \| \| \| |
|  |                                                                |
|  | Cheilocostus                                                   |
|  |                                                                |
|  | Tapeinochilos                                                  |
|  |                                                                |

|  | Cheilocostus  |
|  |               |
|  | Tapeinochilos |
|  |               |

|  | Paracostus                                                     |
|  |                                                                |
|  | \| \| Cheilocostus \| \| \| \| \| \| Tapeinochilos \| \| \| \| |
|  |                                                                |
|  | Cheilocostus                                                   |
|  |                                                                |
|  | Tapeinochilos                                                  |
|  |                                                                |

|  | Cheilocostus  |
|  |               |
|  | Tapeinochilos |
|  |               |

## Đặc điểm
Họ Costaceae là độc đáo so với các thành viên khác trong bộ Gừng ở chỗ các loài của nó có 5 nhị lép hợp nhất chứ không phải 2, và Costaceae không chứa tinh dầu thơm. Các nhị vô sinh hợp nhất tạo thành phần cuối của môi hoa dưới dạng lá đài lớn, thông thường có chức năng hấp dẫn các loài sinh vật thụ phấn. Hoa nói chung đơn độc hay tổ hợp lại thành cụm hoa. Các cụm hoa được sắp xếp ở đầu cành, ngoại trừ chi Monocostus. Các lá đơn với mép lá nhẵn. Mọc thành vòng xoắn, với các lá ở phía gốc cây thường không có phiến lá. Phần gốc lá có vỏ bao khép kín với lưỡi bẹ, hoặc mọc thẳng ở đỉnh của vỏ bao. Quả là loại quả mọng hay quả nang. Thân rễ nhiều cùi thịt với các rễ củ.